# المس قلبك
المس قلبك (بالكورية: 진심이 닿다)؛ هو مسلسل اجتماعي رومنسي كوميدي جنوب كوري صور في مدينة بسان الكورية؛ أنتج سنة 2019 من بطولة يون إن نا وإي دونغ ووك. صدر المسلسل على شبكة تي في إن في الفترة من 6 فبراير حتى 28 مارس 2019.
عرض المسلسل مترجما للغة العربية على قناة إم بي سي 4 تحت عنوان "لمسة حب".

## قصة المسلسل
تدور الأحداث حول الممثلة المشهورة أوه يون سيو و المحامي جون روك ، الذي وقعت في حبه الممثلة المشهورة أوه يون سيو خلال اشتغالها في شركة المحامين لكي تتمرن على فيلمها قادم في عقد مدته 3 أشهر ، خلال هذه المدة تقع أوه يون سيو في حب المحامي جون روك قاسي الطباع، الذي يقع في مابعد في حبها أيضا فيبدئان في مواعدة بعدهما البعض بشكل سري. دون علم أعضاء الشركة و مديرها التنفيذي، حيث تواجه أوه يون سيو مشاكل عويصة خصوصا بعد خروج كيم بين جين من السجن بعد حيازته للممنوعات و محاولة تحرشه بالممثلة أوه يون سيون، فيبدأ بملاحقتها فيقرر حبيبها جون روك حمايتها فيرفع دعوة قضائية على كيم بين جين ، بتهمة التحرش و المقامرة فيذخل للسجن مرة أخرى، حيث يصبح حب اوه يون سيو قويا يجون روك. وسط قصص حب كوميدية مثيرة للشفقة عديدة في وسط الشركة.

## روابط خارجية
- تلمس قلبك على موقع IMDb (الإنجليزية)
- تلمس قلبك على موقع نتفليكس (الإنجليزية)
- تلمس قلبك على موقع ليتربوكسد (الإنجليزية)
- تلمس قلبك على موقع كينوبويسك (الروسية)
- تلمس قلبك على موقع قاعدة بيانات الفيلم (الإنجليزية)